# Allmänna relativitetsteorin

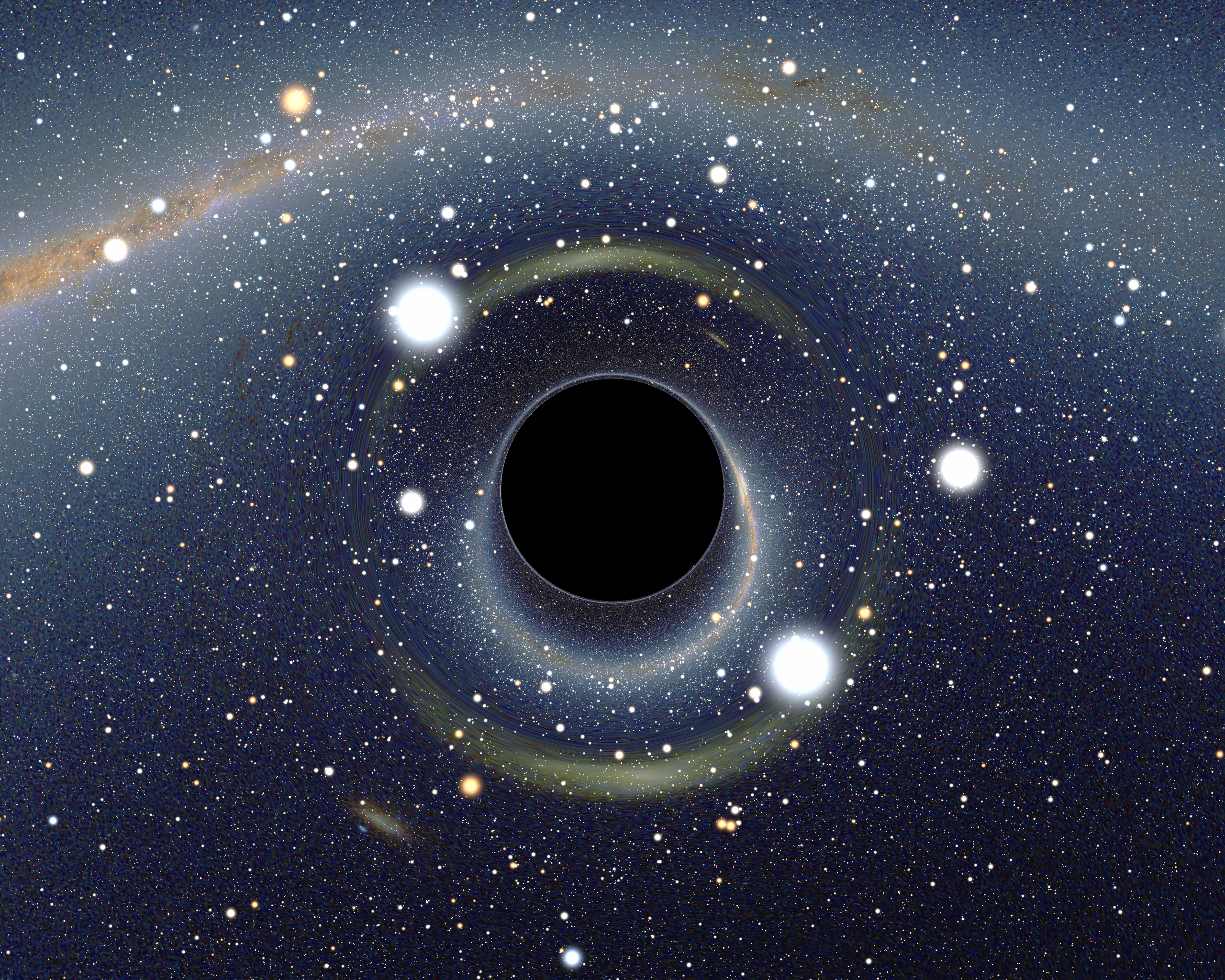
Simulering av ett svart hål med stora magellanska molnet som bakgrund. Gravitationslinsverkan orsakar två förstorade och starkt förvrängda bilder av molnet. I den övre delen bilden ses Vintergatan förvrängd till en båge.

Allmänna relativitetsteorin är den geometriska teori om gravitationen som Albert Einstein publicerade 1915 och den aktuella beskrivningen av gravitationen inom den moderna fysiken. Allmänna relativitetsteorin generaliserar den speciella relativitetsteorin och Newtons gravitationslag, och ger därmed en enhetlig beskrivning av gravitation som en geometrisk egenskap hos rum och tid, eller rumtid. I synnerhet är krökningen av rumtiden direkt relaterad till energin och rörelsemängden hos den materia och strålning som är närvarande. Förhållandet specificeras av Einsteins fältekvationer, ett system av partiella differentialekvationer.
Några av den allmänna relativitetsteorins förutsägelser skiljer sig markant från den klassiska fysikens, särskilt de om tidens förlopp, rymdens geometri, rörelsen hos kroppar i fritt fall och ljusets spridning. Exempel på sådana skillnader är gravitationell tidsdilatation, gravitationslinser, gravitationell rödförskjutning av ljus och gravitationell tidsfördröjning. Den allmänna relativitetsteorins förutsägelser har bekräftats av alla hittills gjorda observationer och experiment. Även om den allmänna relativitetsteorin inte är den enda relativistiska gravitationsteorin, är det den enklaste teorin som samtidigt är förenlig med experimentella data. Obesvarade frågor återstår emellertid – den mest grundläggande är hur allmänna relativitetsteorin ska kunna förenas med kvantmekanikens lagar för att bilda en komplett teori utan självmotsägelser om kvantgravitation.
Einsteins teori har viktiga astrofysikaliska konsekvenser. Exempelvis implicerar den existensen av svarta hål – regioner i rymden i vilka rum och tid förvrängs på ett sådant sätt att ingenting, inte ens ljuset, kan undkomma – som ett slutligt tillstånd för massiva stjärnor. Det finns gott om bevis för att den intensiva strålning som avges av vissa typer av astronomiska objekt beror på svarta hål. Exempelvis uppkommer mikrokvasarer och aktiva galaxkärnor till följd av att det finns stellära svarta hål respektive supermassiva svarta hål. Ljusets böjning av gravitationen kan leda till fenomenet gravitationslinser, där flera bilder av samma avlägsna astronomiska objekt är synliga på himlen. Allmänna relativitetsteorin förutsäger också existensen av gravitationsvågor, vilka också har observerats direkt av LIGO. Dessutom utgör den allmänna relativitetsteorin grunden för aktuella kosmologiska modeller av ett expanderande universum.

## Historia

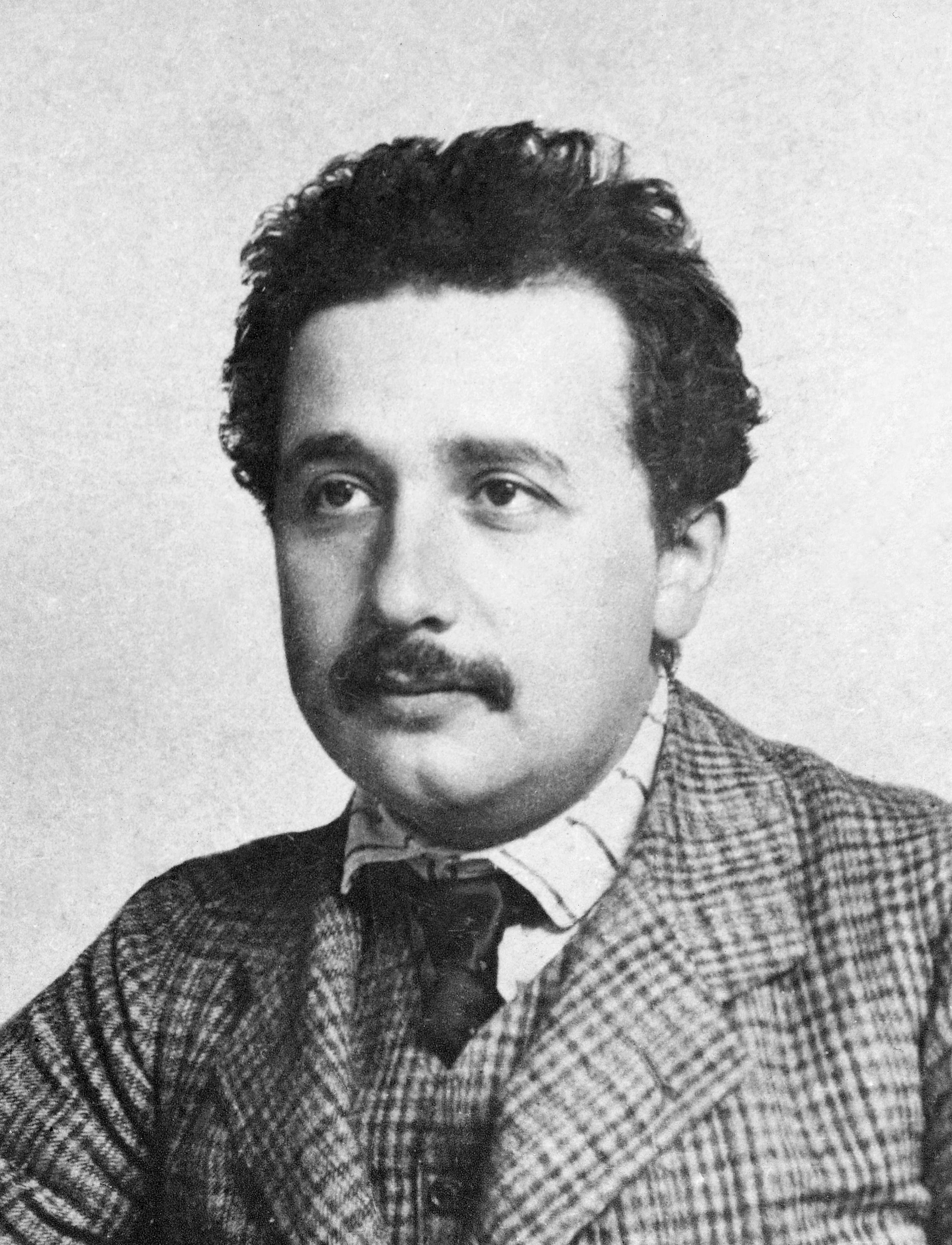
Albert Einstein utvecklade den allmänna och speciella relativitetsteorin.

Strax efter publiceringen av den speciella relativitetsteorin (1905) började Einstein tänka på möjligheten att införliva gravitationen i sitt nya relativistiska ramverk. År 1907, med början i ett enkelt tankeexperiment med en observatör i fritt fall, inledde han ett åttaårigt sökande efter en relativistisk gravitationsteori. Efter många omvägar och misslyckade försök kulminerade hans arbete i presentationen vid den preussiska vetenskapsakademien den 25 november 1915 av vad som idag kallas Einsteins fältekvationer. Dessa ekvationer anger hur rymdens geometri och tiden påverkas av närvaron av materia och energi och utgör kärnan i Einsteins allmänna relativitetsteori. Första beskrivning av den ”Allmänna relativitetsteori” inlämnades till den vetenskapliga tidskriften Annalen der Physik den 20 mars 1916 och publicerades (Die Grundlage der allgemeinen Relativitätstheorie, Annalen der Physik, Band 49, Heft 7, s769-822) 11 maj samma år.
Einsteins fältekvationer är icke-linjära och mycket svåra att lösa. Einstein använde approximationsmetoder vid utarbetandet av de första förutsägelserna av teorin. Så tidigt som 1916 hittade astrofysikern Karl Schwarzschild den första icke-triviala exakta lösningen till Einsteins fältekvationer, Schwarzschildmetriken. Denna lösning lade grunden för beskrivningen av slutskedet av en gravitationskollaps och de objekt som idag är kända som svarta hål. Samma år togs de första stegen mot att generalisera Schwarzschilds lösning till elektriskt laddade objekt, som så småningom resulterade i Reissner–Nordströms lösning, nu i samband med elektriskt laddade svarta hål. År 1917 tillämpade Einstein sin teori på universum som helhet och inledde forskningsområdet relativistisk kosmologi. I linje med samtida tänkande antog han ett statiskt universum och lade därför till en ny parameter till de ursprungliga fältekvationerna – den  kosmologiska konstanten – vilken gjorde ekvationerna förenliga med detta antagande om en statisk värld. År 1929 hade dock Hubble och andra visat att universum expanderar, vilket kan beskrivas med de expanderande kosmologiska lösningar som hittades av Friedmann (1922) och som inte kräver en kosmologisk konstant. Lemaître använde dessa lösningar för att formulera den tidigaste versionen av Big Bang-modellen, i vilken vårt universum har utvecklats från ett mycket varmt initialt tillstånd med hög densitet. Einstein förklarade senare att införandet av den kosmologiska konstanten var hans livs största misstag. Ett uttalande som skulle visa sig vara förhastat, se avsnittet Kosmologi nedan.
Under de första decennierna förblev den allmänna relativitetsteorin något av en kuriositet bland fysikaliska teorier. Den var helt klart överlägsen newtonsk gravitation, samt förenlig med speciella relativitetsteorin och förklarade flera fenomen som inte kunde förklaras av den newtonska teorin. Einstein själv visade 1915 hur hans teori förklarade planeten Merkurius avvikande periheliumprecession utan godtyckliga parametrar (”fiffelfaktorer”). På liknande sätt bekräftade en forskningsresa, ledd av Arthur Eddington,  under den totala solförmörkelsen 29 maj 1919 den allmänna relativitetsteorins förutsägelse att solen böjer av stjärnljus, vilket omedelbart gjorde Einstein världskänd. Men teorin kom in i huvudfåran av teoretisk fysik och astrofysik först i och med utvecklingen mellan cirka 1960 och 1975, en period numera känd som den gyllene åldern för den allmänna relativitetsteorin. Fysiker började förstå svarta hål och identifierade kvasarer som ett slag av sådana objekt. Allt mer exakta tester av solsystemet bekräftade teorins förmåga till förutsägelser och relativistisk kosmologi blev föremål för direkta observationella tester.

## Från klassisk mekanik till allmänna relativitetsteorin
Den allmänna relativitetsteorin kan förstås genom att undersöka dess likheter med och avvikelser från klassisk fysik. Det första steget är insikten att klassisk mekanik och Newtons gravitationslag medger en geometrisk beskrivning. Kombinationen av denna beskrivning med lagarna i den speciella relativitetsteorin resulterar i en heuristisk härledning av den allmänna relativitetsteorin.

### Geometri för newtonsk gravitation

Enligt allmänna relativitetsteorin beter sig objekt i ett gravitationsfält på samma sätt som objekt i ett accelererande referenssystem. Exempelvis kommer en observatör att se en boll falla på samma sätt i en raket (vänster) som den gör på jorden (höger), under förutsättning att raketens acceleration är 9,8 m/s^{2} (tyngdaccelerationen vid jordens yta).

Den klassiska mekanikens grund är att en kropps rörelse kan beskrivas som en kombination av fri (eller trög) rörelse och avvikelser från denna fria rörelse. Dessa avvikelser orsakas av yttre krafter som verkar på en kropp i enlighet med Newtons andra rörelselag, enligt vilken nettokraften som verkar på en kropp är lika med kroppens tröga massa multiplicerad med dess acceleration. De uppkomna tröghetsrörelserna är relaterade till tidens och rummets geometri: i standardreferensramar inom klassisk mekanik rör sig objekt i fritt fall längs räta linjer med konstant hastighet. Med modernt språkbruk är deras vägar geodeter, räta världslinjer i en krökt rumtid.
Omvänt kan man förvänta sig att tröghetsrörelser – identifierade genom att observera verkliga rörelser hos kroppar och med justeringar för yttre krafter (såsom elektromagnetism och friktion) – kan användas för att definiera rymdgeometrin såväl som en tidskoordinat. Det blir dock tvetydigt när gravitationen kommer in i bilden. Enligt Newtons gravitationslag – oberoende verifierad av experiment som det av Loránd Eötvös och hans efterföljare (se Eötvösexperimentet) – finns det en universell ekvivalens mellan trög och tung massa (även känd som den svaga ekvivalensprincipen). Banan för en testkropp i fritt fall beror enbart på dess position och utgångshastighet, men inte på någon av dess materiella egenskaper. En förenklad version av detta införlivas i Einsteins hissexperiment som illustreras i figuren till höger: en observatör i ett litet slutet rum kan inte, genom att observera en fallande kropps bana, avgöra huruvida rummet är i vila i ett gravitationsfält eller ombord på en raket som accelererar i en takt som motsvarar gravitationsfältets tyngdacceleration.
Enligt ekvivalensprincipen finns det ingen observerbar skillnad mellan tröghetsrörelse och rörelse under inverkan av gravitationskraften. Detta leder till definitionen av en ny klass av tröghetsrörelse, nämligen den för objekt i fritt fall under inverkan av gravitation. Denna nya klass av föredragna rörelser definierar också rumtidens geometri – i matematiska termer är det en geodetisk rörelse associerad med en specifik förbindelse som beror på gradienten av gravitationspotentialen. Rummet, i denna konstruktion, har fortfarande vanlig euklidisk geometri. Rumtiden i sin helhet är dock mer komplicerad, vilket kan påvisas med enkla tankeexperiment som att följa banor för olika fritt fallande testpartiklar: resultatet av transporter av rumtidsvektorer som beskriver en partikels hastighet (tidsliknande vektor) kommer att variera med partikelns bana. Matematiskt sett är den newtonska förbindelsen inte integrerbar. Av detta kan man dra slutsatsen att rumtiden är krökt. Den resulterande teorin är en geometrisk formulering av newtonsk gravitation som enbart använder kovarianta begrepp, det vill säga en beskrivning som gäller i alla koordinatsystem. I denna geometriska beskrivning är tidvattenkrafter – den relativa accelerationen hos kroppar i fritt fall – relaterade till förbindelsens derivata, som visar hur närvaron av massa orsakar en modifierad geometri.

### Relativistisk generalisering

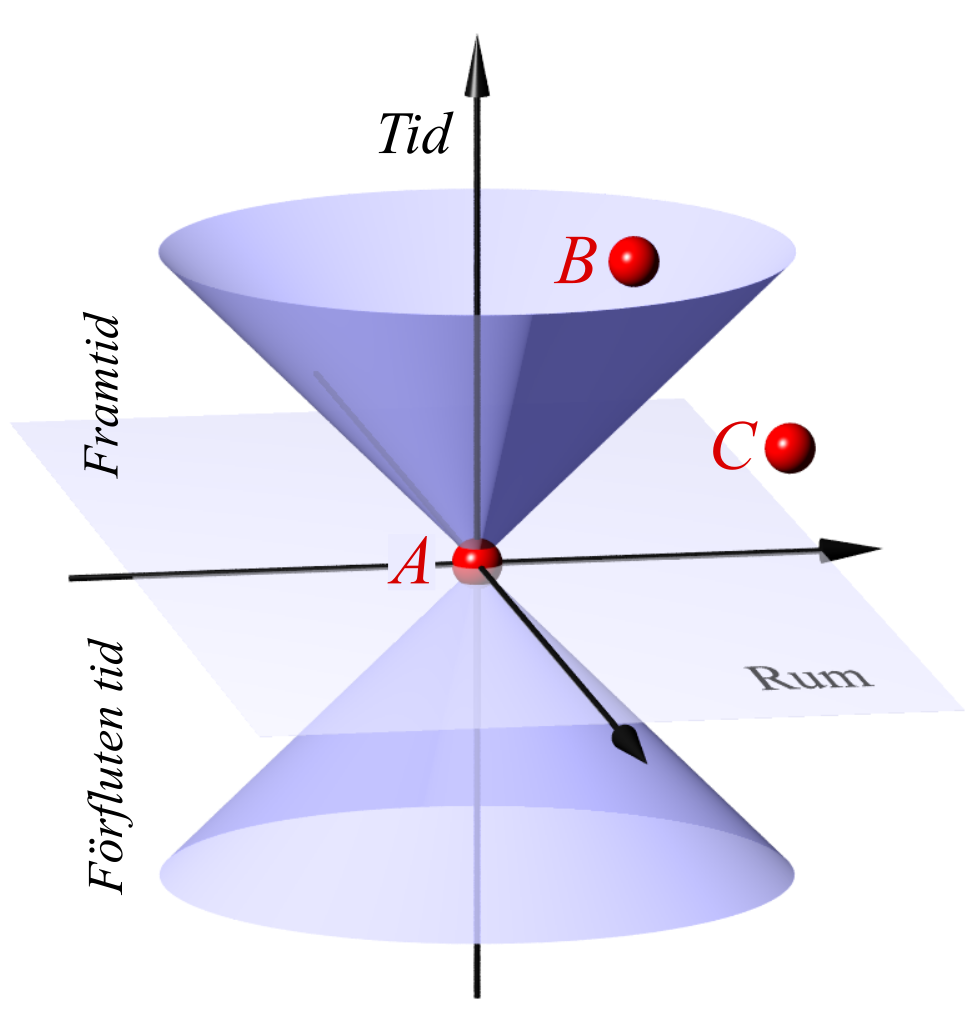
Ljuskon

Hur fascinerande geometrisk newtonsk gravitation än kan vara är dess grund – klassisk mekanik – enbart ett gränsfall av (speciell) relativistisk mekanik. I termer av symmetrier: där gravitation kan försummas är fysiken Lorentzinvariant liksom i den speciella relativitetsteorin snarare än Galileiinvariant som inom klassisk mekanik. (Den definierande symmetrin hos speciella relativitetsteorin är Poincarégruppen, vilken inkluderar translationer och rotationer.) Skillnaderna mellan de två blir betydande när det gäller hastigheter som närmar sig ljusets och för högenergifenomen.
Med Lorentzsymmetri uppträder ytterligare strukturer som definieras av ljuskoner (se bild). Ljuskonerna definierar en kausal struktur: för varje händelse A finns det en mängd händelser som i princip antingen kan påverka eller påverkas av A via signaler eller interaktioner som inte behöver färdas snabbare än ljuset (såsom händelse B i bilden) och en mängd händelser för vilka en sådan påverkan är omöjlig (såsom händelse C i bilden). Denna uppdelning av rumtiden är observatörsoberoende. Tillsammans med världslinjerna för fritt fallande partiklar kan ljuskoner användas för att rekonstruera rumtidens semi-Riemannska metrik, minst upp till en positiv skalär faktor. I matematiska termer definieras en konform struktur, eller mer precist en konform geometri.
Speciella relativitetsteorin definieras i frånvaro av gravitation. För praktiska tillämpningar är det en lämplig modell när gravitationen kan försummas. Genom att föra in gravitationen, och förutsätta ekvivalensprincipen, gäller ett analogt resonemang liksom i föregående avsnitt: det finns inga globala tröghetssystem. Istället finns det approximativa tröghetssystem som rör sig tillsammans med fritt fallande partiklar. I rumtiden deformeras de räta tidsliknande linjer som definierar ett gravitationsfritt tröghetssystem, till linjer som är krökta relativt varandra, vilket antyder att inklusionen av gravitationen kräver en förändring i rumtidsgeometrin.
A priori är det inte klart huruvida de nya fritt fallande lokala systemen är referenssystem i vilka den speciella relativitetsteorins lagar gäller – denna teori är baserad på ljusets spridning och därmed även på elektromagnetismen, som skulle kunna ha en annan uppsättning preferensramar. Med hjälp av olika antaganden om de speciella relativistiska ramarna (såsom att de är jordfixerade, eller i fritt fall) kan man dock härleda olika förutsägelser för den gravitationella rödförskjutningen, det vill säga hur ljusfrekvensen skiftar beroende på hur ljusets färdas genom ett gravitationsfält (se nedan). Faktiska mätningar visar att de fritt fallande systemen är de i vilka ljuset utbreder sig såsom det gör enligt den speciella relativitetsteorin. Generaliseringen av denna redogörelse – nämligen att lagarna i speciella relativitetsteorin gäller med god approximation i lokala fritt fallande (icke-roterande) referenssystem – är känd som Einsteins ekvivalensprincip, en viktig ledstjärna för att generalisera speciell relativistisk fysik till att inkludera gravitation.
Samma experimentella data visar att tiden mätt med klockor i ett gravitationsfält – egentiden (proper time) – inte följer speciella relativitetsteorins regler. I rumtidsgeometriska termer är den inte mätt av metriken i Minkowskirummet. Liksom i det newtonska fallet antyder detta en mer allmän geometri. För små skalor är alla referensramar i fritt fall ekvivalenta och approximativt minkowskiska. Av detta följer att vi nu har att göra med en krökt generalisering av Minkowskirum. Den metriska tensor som definierar geometrin – i synnerhet hur längd och vinklar mäts – är inte Minkowskimetriken i speciella relativitetsteorin, utan en generalisering känd som semi- eller pseudo-Riemannsk metrik. Vidare är varje Riemannsk metrik naturligt associerad med en viss typ av förbindelse, Levi-Civita-förbindelsen, och det är i själva verket denna förbindelse som uppfyller ekvivalensprincipen och ger upphov till ett lokalt minkowski-rum (det vill säga, att i lämpliga lokala tröghetskoordinater, är metriken minkowskisk och dess första partiella derivator och förbindelsekoefficienterna försvinner).

### Einsteins ekvationer
Efter att ha formulerat den relativistiska, geometriska versionen av gravitationens effekter, kvarstår frågan om gravitationens källa. I newtonsk gravitation är källan massa. I speciella relativitetsteorin framställs massan som en mer generell kvantitet som kallas energi–rörelsemängd-tensor, vilken inkluderar både energi- och rörelsemängdstätheter såväl som spänning (det vill säga tryck och skjuvning). Genom att använda ekvivalensprincipen generaliseras tensorn lätt till krökt rumtid. Genom att utvidga analogin med geometrisk newtonsk gravitation, är det naturligt att anta att fältekvationen för gravitation avser denna tensor och Riccitensorn, vilken beskriver en viss klass av tidvatteneffekter: volymförändringen i ett litet moln med testpartiklar som initialt är i vila, och sedan faller fritt. Bevarande av energi och rörelsemängd motsvaras i den speciella relativitetsteorin av påståendet att energi-rörelsemängdstensorn är divergensfri.  Denna formel är också lätt att generalisera till krökt rumtid genom att ersätta partiella derivator med sina motsvarigheter i krökta mångfalder, kovarianta derivator inom differentialgeometri. Med detta extra villkor – att den kovarianta divergensen av energi–rörelsemängd-tensorn, och följaktligen högerledet av ekvationen, är noll – får man den enklaste uppsättningen ekvationer, de som är kända som Einsteins (fält)ekvationer:
| Einsteins fältekvationer {\displaystyle G_{\mu \nu }\equiv R_{\mu \nu }-{\textstyle 1 \over 2}R\,g_{\mu \nu }={8\pi G \over c^{4}}T_{\mu \nu }\,} |
Einsteintensorn i vänsterledet är en divergensfri kombination av Riccitensorn {\displaystyle R_{\mu \nu }} och metriken. {\displaystyle G_{\mu \nu }} är symmetrisk.
{\displaystyle R=g^{\mu \nu }R_{\mu \nu }\,}
är krökningsskalären. Riccitensorn själv är relaterad till Riemanns krökningstensor – som är mer generell – enligt
{\displaystyle R_{\mu \nu }={R^{\alpha }}_{\mu \alpha \nu }.\,}
{\displaystyle T_{\mu \nu }} i högerledet är energi–rörelsemängd-tensorn. Alla tensorer är skrivna i abstrakt indexnotation. Einsteintensorn är den enda divergensfria tensorn som är en funktion av de metriska koefficienterna, deras första och andra derivata, och som tillåter rumtiden i speciella relativitetsteorin som en lösning i frånvaro av gravitationskällor. Tensorerna i båda leden är av andra graden, det vill säga att de kan ses som 4 × 4-matriser som var och en innehåller tio termer; därmed representerar ovanstående tio kopplade ekvationer. Som en följd av geometriska relationer kända som Bianchiidentiteter, uppfyller Einsteintensorn ytterligare fyra identiteter vilket reducerar antalet oberoende ekvationer till sex.
Genom att matcha teorins förutsägelser med observerade planetbanor (eller, ekvivalent, att säkerställa att resultatet för svag gravitation och låg hastighet är newtonsk mekanik) kan proportionalitetskonstanten fixeras till κ = 8πG/c4, där G är gravitationskonstanten och c är ljusets hastighet. När det inte finns någon materia närvarande, så att energi–rörelsemängd-tensorn försvinner, är resultatet Einsteins ekvationer för vakuum,
{\displaystyle R_{\mu \nu }=0.\,}

### Alternativ till allmänna relativitetsteorin
Det finns alternativ till allmänna relativitetsteorin som bygger på samma premisser, vilka inkluderar ytterligare regler och/eller restriktioner, vilket leder till andra fältekvationer – exempelvis Brans–Dickes teori, teleparallelism och Einstein–Cartans teori.

## Definition och grundläggande tillämpningar
Härledningen som beskrivs i föregående avsnitt innehåller all information som behövs för att definiera den allmänna relativitetsteorin, beskriva dess viktigaste egenskaper och ta itu med en fråga av avgörande betydelse inom fysiken, nämligen hur teorin kan användas för modellbyggande.

### Definition och grundläggande egenskaper
Allmänna relativitetsteorin är en metrisk teori om gravitation. Dess kärna är Einsteins fältekvationer, vilka beskriver relationen mellan en fyrdimensionell pseudo-Riemannsk mångfald som representerar rumtidens geometri och energi–rörelsemängdstensorn som finns i rumtiden. Fenomen som inom klassisk mekanik tillskrivs gravitationsverkan (såsom fritt fall, banrörelser, och rymdfarkosters flygbanor), motsvarar tröghetsrörelse i en krökt rumtidsgeometri i allmänna relativitetsteorin; det finns inga gravitationsavböjande objekt från deras naturliga, räta banor. Istället motsvarar gravitationen förändringar i rummets och tidens egenskaper, vilket i sin tur ändrar de mest räta banor som är möjliga som objekt naturligt kommer att följa. Krökningen i sin tur orsakas av materians energi och rörelsemängd. Som John Wheeler har uttryckt det: rumtiden talar om för materian hur den skall förflytta sig, materian talar om för rumtiden hur den skall kröka sig.
Medan den allmänna relativitetsteorin ersätter den skalära gravitationspotentialen inom klassisk fysik med en symmetrisk tensor av andra ordningen, reduceras den senare till den förra i vissa begränsade fall. För svaga gravitationsfält och låg hastighet relativt till ljusets hastighet, konvergerar teorins förutsägelser mot Newtons gravitationslags.
Eftersom den är konstruerad med hjälp av tensorer, uppvisar allmänna relativitetsteorin generell kovarians: dess lagar – och andra lagar formulerade inom den allmänna relativitetsteorins ram – har samma form i alla koordinatsystem. Dessutom innehåller teorin inte några invarianta geometriska bakgrundsstrukturer, alltså är den bakgrundsoberoende. Den uppfyller således en mer sträng allmän relativitetsprincip, nämligen att fysikens lagar är desamma för alla observatörer. Lokalt, såsom den är uttryckt i ekvivalensprincipen, är rumtiden Minkowskisk, och fysikens lagar uppvisar lokal Lorentzinvarians.

### Modellbyggande
Kärnkonceptet för allmänt relativistiskt modellbyggande är en lösning av Einsteins fältekvationer. Givet både Einsteins ekvationer och lämpliga ekvationer för materiens egenskaper, består en sådan lösning av en pseudo-Riemannsk mångfald (vanligtvis definierad av metriken i specifika koordinater), och specifika materiefält definierade på denna mångfald. Materia och geometri måste uppfylla Einsteins ekvationer. I synnerhet måste materians energi–rörelsemängd-tensor vara divergensfri. Materian måste naturligtvis även uppfylla extra ekvationer som är påtvingade på grund av dess egenskaper. Kort sagt, en sådan lösning är ett modelluniversum som uppfyller allmänna relativitetsteorins lagar, och eventuella ytterligare lagar som gäller för materian.
Einsteins ekvationer är icke-linjära partiella differentialekvationer och, som sådana, svåra att lösa exakt. Likväl är ett antal exakta lösningar kända, men enbart ett fåtal av dem har direkta fysikaliska tillämpningar. De mest kända exakta lösningarna, även de mest intressanta ur fysikalisk synvinkel, är Schwarzschildlösningen, Reissner–Nordström-lösningen och Kerrmetriken, som var och en motsvarar en typ av svart hål i ett annars tomt universum, samt Friedmann–Lemaître–Robertson–Walker- och de Sitter-universum, som båda beskriver ett expanderande kosmos. Exakta lösningar av stort teoretiskt intresse är Gödeluniversum (som öppnar upp fascinerande möjligheter för tidsresor i krökt rumtid), Taub–NUT-lösningen (en modell av universum som är homogen, men anisotrop) och anti-de Sitter-rum (som nyligen har blivit viktigt i samband med vad som kallas för Maldacenas förmodan).
På grund av svårigheten att hitta exakta lösningar till Einsteins fältekvationer löses de ofta genom numerisk integrering på en dator eller genom att överväga små perturbationer av exakta lösningar. Inom numerisk relativitetsteori används kraftfulla datorer för att simulera rumtidsgeometrin och lösa Einsteins ekvationer för intressanta situationer såsom två kolliderande svarta hål. I princip kan sådana metoder tillämpas på alla system, givet tillräckligt med datorresurser, och fundamentala frågor som nakna singulariteter kan tas itu med. Ungefärliga lösningar kan också hittas genom störningsteoretiska metoder som linjäriserad gravitation och dess generalisering, postnewtonsk expansion, båda utvecklade av Einstein. Den senare beskriver en systematisk strategi för att lösa rumtidsgeometrin som innehåller en fördelning av materia som rör sig sakta jämfört med ljusets hastighet. Expansionen involverar en serie termer; den första termen representerar newtonsk gravitation, medan de senare termerna representerar mindre korrigeringar av Newtons teori på grund av allmänna relativitetsteorin. En utvidgning av denna expansion är parametriserad postnewtonsk formalism (PPN), som möjliggör kvantitativa jämförelser mellan allmänna relativitetsteorins förutsägelser och alternativa teorier.

## Konsekvenser av Einsteins teori
Allmänna relativitetsteorin har ett antal fysikaliska konsekvenser. Vissa följer direkt från teorins axiom, medan andra upptäckts först under de många år av forskning som följde Einsteins första offentliggörande.

### Gravitationell tidsdilatation och frekvensskift

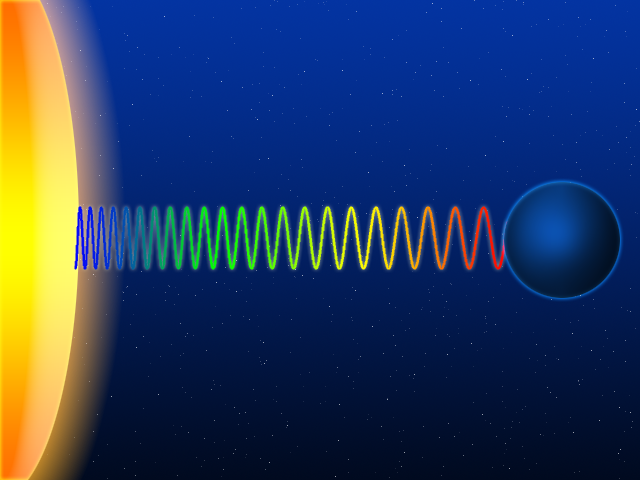
Schematisk representation av gravitationell rödförskjutning av en ljusvåg från ytan av en massiv kropp.

Förutsatt att ekvivalensprincipen gäller, påverkar gravitationen tidsförloppet. Ljus som skickas ned i en gravitationsbrunn förskjuts mot högre frekvenser (blåförskjutning) och ljus som skickas i den motsatta riktningen förskjuts mot lägre frekvenser (rödförskjutning). Dessa effekter kallas för gravitationellt frekvensskift. Mer allmänt förlöper processer nära en massiv kropp långsammare jämfört med processer som äger rum längre bort; denna effekt kallas för gravitationell tidsdilatation.
Rödförskjutning orsakad av gravitation har mätts i laboratoriet och med hjälp av astronomiska observationer. Gravitationell tidsdilatation i jordens gravitationsfält har mätts flera gånger med atomur, till exempel genom Hafele-Keating experimentet. Pågående validering tillhandahålls som en bieffekt av driften av Global Positioning System (GPS). Tester i starkare gravitationsfält sker genom observationer av binära pulsarer. Alla resultat överensstämmer med den allmänna relativitetsteorin, men på den nuvarande nivån av noggrannhet, kan dessa observationer inte skilja mellan allmän relativitetsteori och andra teorier i vilka ekvivalensprincipen gäller.

### Ljusets böjning och gravitationell tidsfördröjning

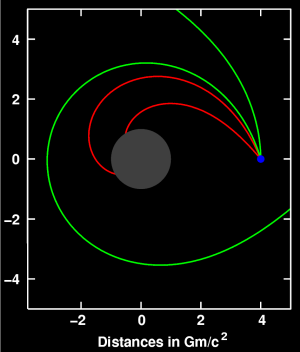
Böjning av ljus (skickas ut från den plats som visas i blått) nära en kompakt kropp (visas i grått).

Allmänna relativitetsteorin förutsäger att ljusets bana böjs i ett gravitationsfält; ljus som passerar en massiv kropp böjs i riktning mot kroppen. Denna effekt har bekräftats genom att observera att ljuset från stjärnor eller avlägsna kvasarer böjs när det passerar nära solen.
Dessa och relaterade förutsägelser följer av det faktum att ljuset följer vad som kallas nollgeodetiska banor – en generalisering av de räta linjer längs vilka ljuset färdas enligt klassisk fysik. Sådana geodeter är en generalisering av ljushastighetens invarians i den speciella relativitetsteorin. Då lämpliga modellrumtider prövas (antingen yttre Schwarzschildlösningen eller, för mer än en enda massa, postnewtonsk expansion), uppstår flera gravitationseffekter på ljusspridning. Även om ljusets böjning också kan härledas genom att utvidga universaliteten av fritt fall till ljus, har avböjningsvinkeln till följd av sådana beräkningar enbart det halva värdet som ges av allmänna relativitetsteorin.
Nära besläktat med ljusböjning är gravitationell tidsfördröjning (eller Shapirofördröjning), nämligen fenomenet att ljussignaler tar längre tid att gå genom ett gravitationsfält än de skulle i frånvaro av detta fält. Det har förekommit många framgångsrika tester av denna förutsägelse. I parametriserad postnewtonsk formalism (PPN) bestämmer mätningar av både ljusböjning och gravitationell tidsfördröjning en parameter γ, som representerar inverkan av gravitationskraften på rymdgeometrin.

### Gravitationsvågor

Ring av testpartiklar som påverkas av en gravitationsvåg.

Enligt Albert Einsteins förutsägelse (1916) finns det gravitationsvågor, det vill säga krusningar i rumtidens metrik som sprider sig med ljusets hastighet. Det är en av flera analogier mellan svaga gravitationsfält och elektromagnetism eftersom de är analoga med elektromagnetiska vågor. Den enklaste typen av sådan våg kan visualiseras genom sin verkan på en ring av fritt svävande partiklar. En gravitationsvåg som färdas genom ringen i riktning mot läsaren förvränger ringen på ett karaktäristiskt, rytmiskt sätt (se animerad bild till höger). Sådana vågor observerades första gången indirekt genom förlusten av energi i det binära pulsarsystemet PSR B1913+16 (Hulse–Taylor-binären), vilket belönades med Nobelpriset i fysik 1993.
Den 11 februari 2016 meddelade Advanced LIGO-teamet att de direkt hade detekterat gravitationsvågor från två svarta hål som slogs samman. Förutom LIGO planeras eller pågår andra projekt för att försöka att observera effekterna av gravitationsvågor, till exempel ESA:s Laser Interferometer Space Antenna och försök att kombinera observationer av millisekundspulsarer för att detektera gravitationsvågor med ultralåg frekvens (~ 10-9 till 10-8 Hz).
Då Einsteins ekvationer är icke-linjära, kommer godtyckligt starka gravitationsvågor inte att uppfylla kraven för superpositionsprincipen, vilket gör deras beskrivning besvärlig. För svaga fält, kan en linjär approximation emellertid göras. Sådana linjäriserade gravitationsvågor är tillräckligt noggranna för att beskriva de ytterst svaga vågor som förväntas anlända här på jorden från fjärran kosmiska händelser, vilka normalt resulterar i att relativa avstånd ökar och minskar med 10−21 eller mindre. Dataanalysmetoder gör rutinmässigt bruk av det faktum att dessa linjäriserade vågor kan vara Fourieruppdelade.
Några exakta lösningar beskriver gravitationsvågor utan approximation, exempelvis ett vågpaket som färdas genom tomrum eller Gowdyuniversum, varianter av ett expanderande kosmos fyllt med gravitationsvågor. För gravitationsvågor som produceras i astrofysikaliskt relevanta situationer, exempelvis sammanslagningen av två svarta hål, är dock numeriska metoder för närvarande det enda sättet att konstruera lämpliga modeller.

### Orbitala effekter och riktningens relativitet
Allmänna relativitetsteorin skiljer sig från den klassiska mekaniken i ett antal förutsägelser om kretsande kroppar. Den förutspår en total rotation (precession) av planetbanor samt förändringar av banor som orsakas av gravitationsvågor och effekter relaterade till riktningens relativitet.

#### Precession avapsis

Newtonska (röd) och Einsteinska banor (blå) för en ensam planet som kretsar kring en stjärna

I allmänna relativitetsteorin, kommer apsis (den punkt i den kretsande kroppens bana som är närmast systemets masscentrum) att precessera – banan är inte en ellips, men liknar en ellips vars storaxel roterar, vilket resulterar i en rosliknande form (se bild). Einstein härledde först detta resultat genom att använda en ungefärlig metrik som representerar den newtonska gränsen och behandlade den kretsande kroppen som en testpartikel. Hans teori gav en enkel förklaring till den avvikande precessionen hos planeten Merkurius perihelium, vilken upptäckts av Urbain Le Verrier 1859. Detta var för Einstein ett viktigt bevis för att han äntligen hade identifierat de korrekta ekvationerna för gravitationsfältet.
Effekten kan också härledas genom att använda den exakta Schwarzschildmetriken (som beskriver rumtiden kring en sfärisk massa) eller den mer generella postnewtonska formalismen. Precessionen beror på gravitationens påverkan på rymdens geometri och bidrag till en kropps egenenergi (olinjärt kodade i Einsteins ekvationer). Relativistisk precession har observerats för alla planeter (Merkurius, Venus och jorden) för vilka noggranna mätningar av precessionen är möjliga. och även för binära pulsarer för vilka precessionen är fem tiopotenser större.

#### Orbitala störningar

Minskningen i period för PSR1913+16 observerad över tre decennier. Den heldragna linjen är allmänna relativitetsteorins förutsägelse och punkterna är observationer.

Enligt allmänna relativitetsteorin utsänder ett binärt system gravitationsvågor och förlorar därmed energi. På grund av denna förlust, minskar avståndet mellan de två kretsande kropparna och därmed deras omloppstid. Inom solsystemet eller för dubbelstjärnor, är effekten för liten för att kunna observeras. Detta är inte fallet för en binär pulsar med litet avstånd mellan komponenterna, ett system med två kretsande neutronstjärnor, varav en är en pulsar. Från pulsaren får observatörer på jorden en regelbunden serie av radiopulser som kan fungera som en mycket exakt klocka och som möjliggör noggranna mätningar av omloppsperioden. Eftersom neutronstjärnor är mycket kompakta, är det stora mängder energi som avges i form av gravitationsstrålning.
Den första observationen av en minskning av omloppstiden på grund av gravitationsvågor gjordes av Hulse och Taylor, med hjälp av den binära pulsaren PSR B1913+16 som de upptäckte 1974. Detta var den första upptäckten av gravitationsvågor, om än indirekt, för vilken de tilldelades 1993 års nobelpris i fysik. Sedan dess har flera andra binära pulsarer upptäckts, i synnerhet dubbelpulsaren PSR J0737-3039, där båda objekten är pulsarer.

#### Geodetisk precession och ramdragning
Flera relativistiska effekter är direkt relaterade till riktningens relativitet. En av dessa är geodetisk precession: axelriktningen av ett gyroskop i fritt fall i krökt rumtid kommer att förändras i jämförelse med exempelvis riktningen för ljuset som mottas från avlägsna stjärnor – även om ett sådant gyroskop representerar möjligheten att hålla en riktning så stabil som möjligt (”parallelltransport”). För månen–jorden-systemet har denna effekt mätts med hjälp av Lunar Laser Ranging (LLR). På senare tid har den mätts för testmassor ombord på satelliten Gravity Probe B med en precision som är bättre än 0,3 %.
Nära en roterande massa förekommer det gravitomagnetiska effekter, eller ramdragningseffekter. En avlägsen observatör kommer bestämma att objekt nära massan ”dras runt”. Denna effekt är mest extrem för roterande svarta hål, för varje objekt som träder in i en zon känd som ergosfären, är rotation oundviklig. Sådana effekter kan återigen testas genom deras inflytande på orienteringen av gyroskop i fritt fall. Något kontroversiella tester har utförts med hjälp av LAGEOS-satelliterna, vilka bekräftar den relativistiska förutsägelsen. Även rymdsonden Mars Global Surveyor som kretsar kring Mars har använts.

## Astrofysikaliska tillämpningar

### Gravitationslinser

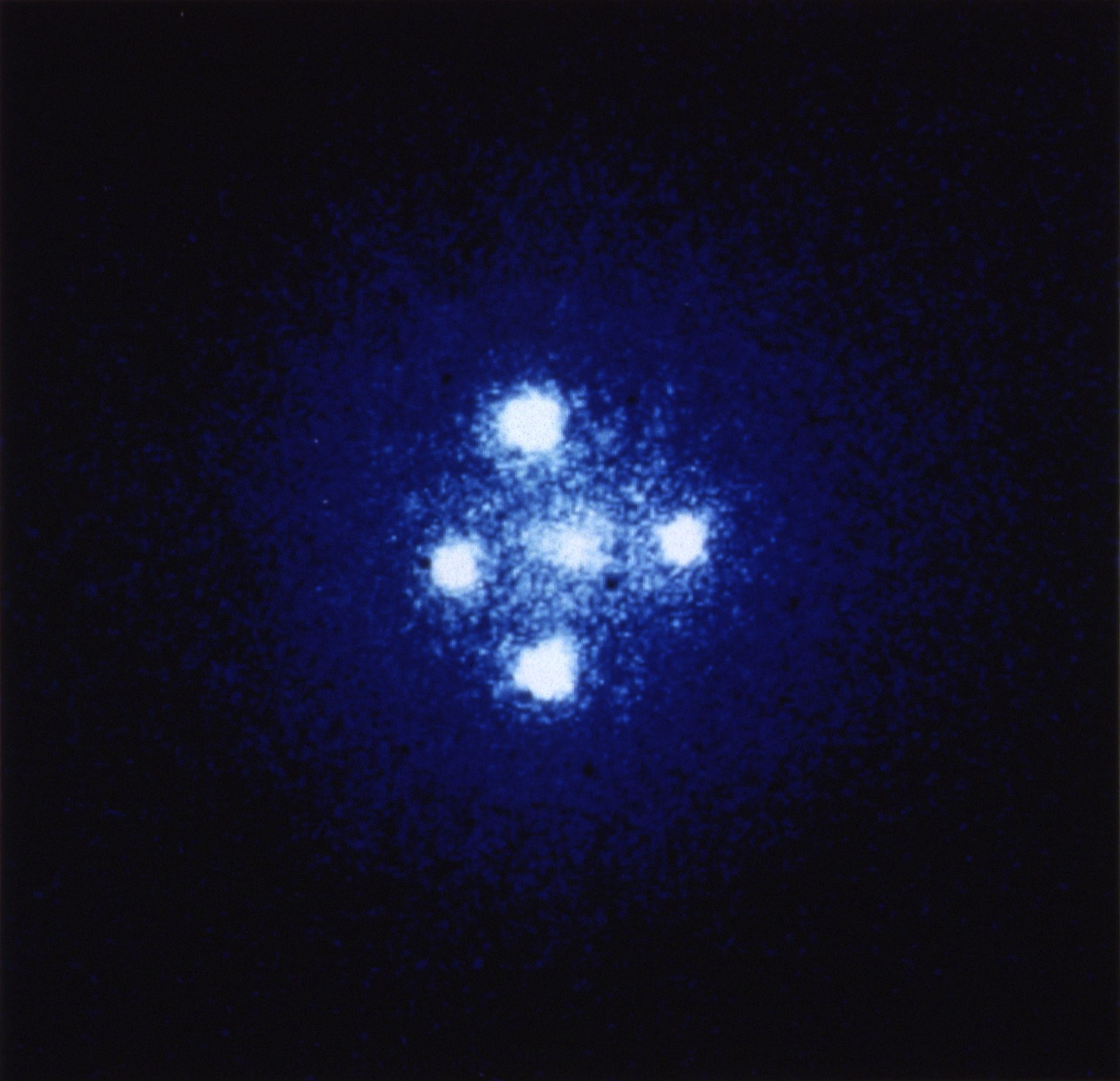
Fyra bilder av samma astronomiska objekt producerade av en gravitationslins.

Ljusets böjning genom gravitation ger upphov till en ny klass av astronomiska fenomen. Om ett massivt objekt ligger mellan en astronom och ett avlägset objekt med lämplig massa och relativa avstånd, kommer astronomen att se flera förvrängda bilder av objektet. Sådana effekter är kända som gravitationell linsverkan. Beroende på konfiguration, skala och massfördelning, kan det finnas två eller flera bilder, en ljus ring kallas för Einsteinring och partiella ringar kallas för bågar. Det tidigaste exemplet upptäcktes 1979; sedan dess har mer än hundra gravitationslinser observerats. Även om de multipla bilderna är för nära varandra för att kunna särskiljas, kan effekten fortfarande mätas, exempelvis som en total ljusning av målobjektet; ett antal sådana ”mikrolinseffekter” har observerats.
Gravitationslinser har utvecklats till ett verktyg inom observationell astronomi. De används för att detektera närvaron och fördelningen av mörk materia, och ger ett ”naturligt teleskop” för att observera avlägsna galaxer och för att få en oberoende uppskattning av Hubblekonstanten. Statistiska utvärderingar av linsdata ger värdefulla insikter i hur galaxers struktur utvecklas.

### Gravitationsastronomi

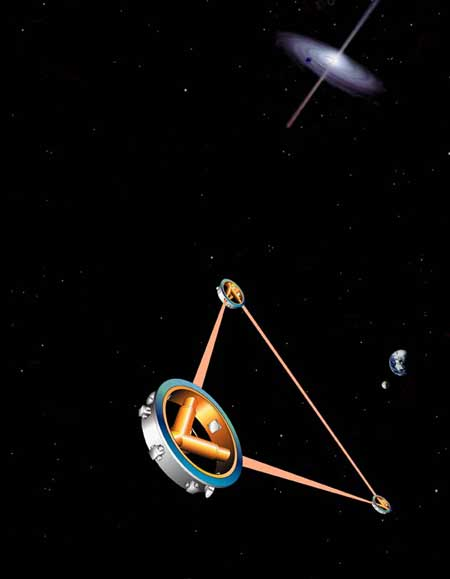
Konstnärlig tolkning av en rymdbaserad gravitationsvågsdetektor (LISA).

Observationer av binära pulsarer ger starka indirekta bevis för existensen av gravitationsvågor (se orbitala störningar ovan). Detektion av dessa vågor är ett viktigt mål för aktuell relativitetsrelaterad forskning. Flera landbaserade gravitationsvågsdetektorer är för närvarande i drift, främst de interferometriska detektorerna GEO600, LIGO (två detektorer), TAMA 300 och Virgo. Olika pulsartidsmatriser använder millisekundspulsarer för att upptäckta gravitationsvågor i frekvensområdet 10−9 till 10−8 Hertz (Hz), vilka härrör från binära supermassiva svarta hål. Den europeiska rymdbaserade detektorn, LISA, är för närvarande under utveckling, med ett inledande uppdrag (LISA Pathfinder) som sköts upp i december 2015.
Observationer av gravitationsvågor kan komma att komplettera iakttagelser inom det elektromagnetiska spektrumet. De förväntas ge information om svarta hål och andra täta föremål såsom neutronstjärnor och vita dvärgar, om vissa typer av supernovaimplosioner och om mycket tidiga processer i universum, inklusive signaturen av vissa typer av hypotetiska kosmiska strängar. I februari 2016 meddelade Advanced LIGO-teamet att de hade detekterat gravitationsvågor från en sammanslagning av svarta hål.

### Svarta hål och andra kompakta objekt
När förhållandet mellan ett föremåls massa och dess radie blir tillräckligt stort förutsäger allmänna relativitetsteorin bildandet av ett svart hål, en region i rymden från vilket ingenting, inte ens ljus, kan undkomma. I den för närvarande accepterade modellen av stjärnutveckling är neutronstjärnor omkring 1,4 solmassor och svarta hål med ett par till ett tiotal solmassor, det slutliga tillståndet för utvecklingen av massiva stjärnor. Vanligtvis har en galax ett supermassivt svart hål med ett par miljoner till ett par miljarder solmassor i sitt centrum och dess närvaro tros ha spelat en viktig roll i bildandet av galaxen och större kosmiska strukturer.

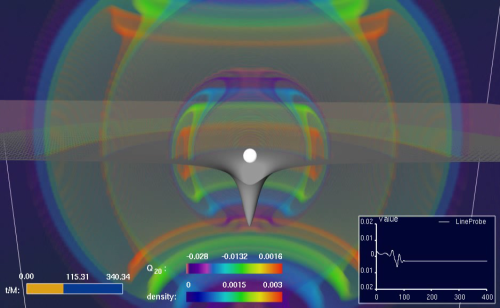
Simulering baserad på den allmänna relativitetsteorins ekvationer: en stjärna kollapsar för att bilda ett svart hål och avger samtidigt gravitationsvågor.

Astronomiskt är den viktigaste egenskapen hos kompakta objekt att de ger en överlägset effektiv mekanism för omvandling av gravitationsenergi till elektromagnetisk strålning. Ackretion, infallande damm och gasformigt material till massiva eller supermassiva svarta hål, tros orsaka några spektakulära lysande astronomiska objekt, särskilt olika typer av aktiva galaxkärnor på galaktiska skalor och stora stellära objekt såsom mikrokvasarer. I synnerhet kan anhopning leda till relativistiska jetstrålar, fokuserade strålar av högenergetiska partiklar som slungas ut i rymden med nästan ljusets hastighet. Allmänna relativitetsteorin spelar en central roll för att modellera alla dessa fenomen och observationer ger starka belägg för existensen av svarta hål med de egenskaper som förutsägs av teorin.
Svarta hål är också eftertraktade mål i sökandet efter gravitationsvågor (se gravitationsvågor ovan). Sammanslagning av binära svarta hål bör leda till att några av de starkaste gravitationella vågsignalerna når detektorerna på jorden och fasen direkt före fusionen skulle kunna användas för att härleda avståndet till fusionen (”kvitter”) och därmed fungera som en sond för kosmisk expansion vid stora avstånd. De gravitationsvågor som produceras när ett svart hål med en stjärnas massa störtar in ett supermassivt svart hål, bör ge direkt information om det supertunga svarta hålets geometri.

### Kosmologi

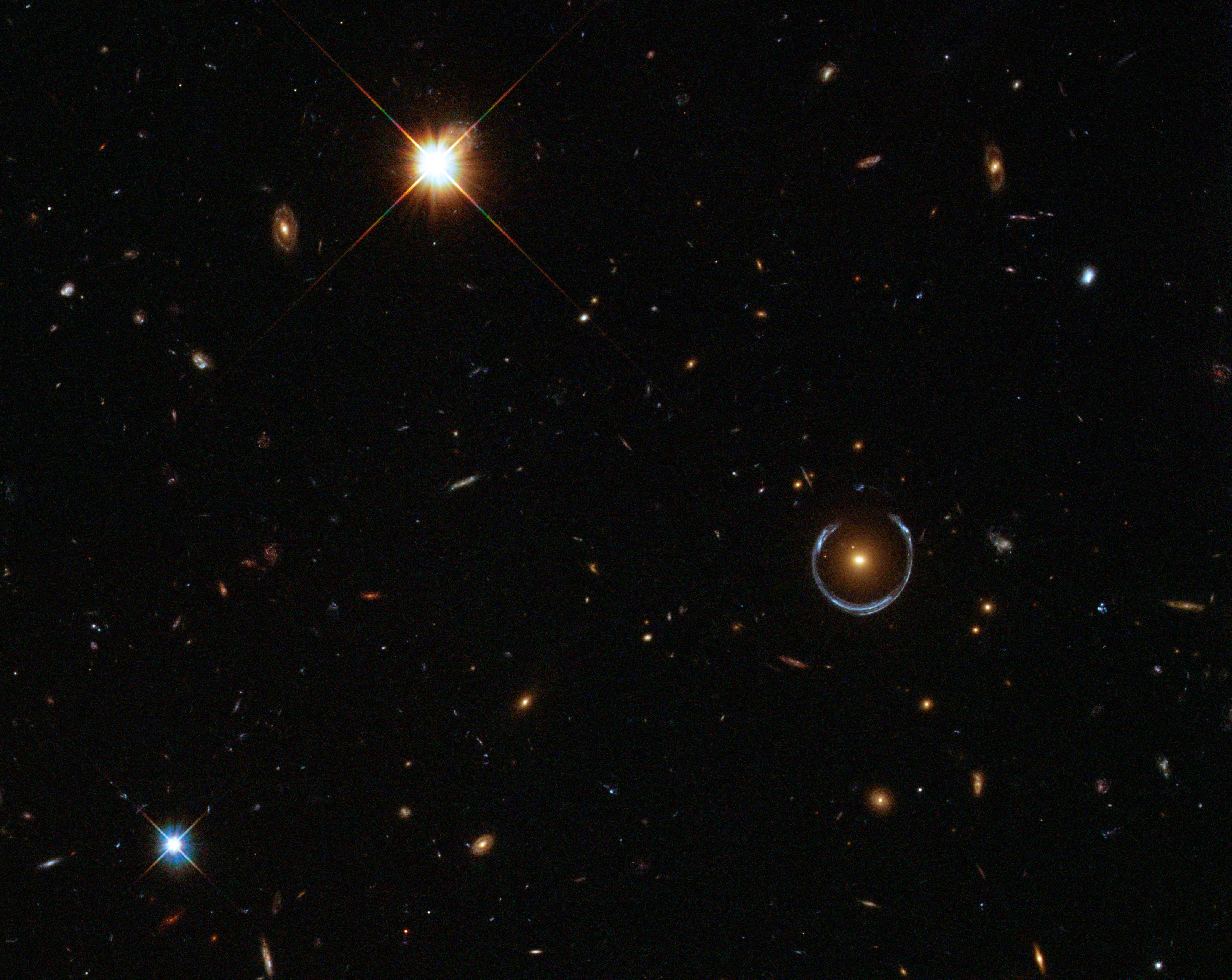
Den blå hästskon är en avlägsen galax som har förstorats och förvrängts till en nästan fullständig ring av stark gravitationskraft av den massiva lysande röda galaxen i förgrunden.

De nuvarande kosmologiska modellerna är baserade på Einsteins fältekvationer, vilka inkluderar den kosmologiska konstanten Λ eftersom den har ett viktigt inflytande på kosmos storskaliga dynamik:
{\displaystyle R_{\mu \nu }-{\textstyle 1 \over 2}R\,g_{\mu \nu }+\Lambda \ g_{\mu \nu }={\frac {8\pi G}{c^{4}}}\,T_{\mu \nu }}
där {\displaystyle g_{\mu \nu }} är rumtidsmetriken. Isotropa och homogena lösningar till dessa förbättrade ekvationer, Friedmann–Lemaître–Robertson–Walkers lösningar, tillåter fysiker att modellera ett universum som har utvecklats under de senaste 14 miljarder åren från en varm, tidig Big Bang-fas. När ett litet antal parametrar (exempelvis universums materiemedeldensitet) har fastställts genom astronomiska observationer, kan ytterligare observationsdata användas för att testa modeller. Förutsägelser, alla framgångsrika, är bland annat den ursprungliga förekomsten av grundämnen bildade i en period av primordial nukleosyntes, den storskaliga strukturen av universum, och förekomsten och egenskaperna av ”värmeeko” från det tidiga kosmos, den kosmiska bakgrundsstrålningen.
Astronomiska observationer av den kosmologiska expansionshastigheten tillåter att den totala mängden materia i universum kan uppskattas, även om materiens natur förblir en delvis gåtfull fråga. Omkring 90 % av all materia förefaller vara mörk materia, som har massa (eller, ekvivalent, gravitationsverkan), men inte växelverkar elektromagnetiskt och därmed inte kan observeras direkt. Det finns ingen allmänt accepterad beskrivning av denna nya typ av materia inom ramen för känd partikelfysik eller annorledes. Observationer av avlägsna supernovors rödförskjutning och mätningar av den kosmiska bakgrundsstrålningen visar också att utvecklingen av vårt universum är påverkad av en kosmologisk konstant, som resulterar i en acceleration av kosmisk expansion eller, ekvivalent; av en energiform med ovanlig tillståndsekvation, känd som mörk energi, vars natur förblir oklar.
En inflationsfas, en fas av starkt accelererad expansion omkring 10−33 sekunder efter Big Bang, föreslogs 1980 för att förklara flera observationer, oförklarade av klassiska kosmologiska modeller, såsom den kosmiska bakgrundsstrålningens nästan perfekta homogenitet. Nya mätningar av den kosmiska bakgrundsstrålningen har resulterat i det första beviset för detta scenario. Det finns dock en förvillande mängd av möjliga inflationsscenarier som inte kan begränsas av aktuella observationer. Potentialfunktionen, som är avgörande för att bestämma inflationens dynamik, är helt enkelt postulerad, inte härledd från någon underliggande fysikalisk teori. En ännu större fråga är fysiken i det tidigaste universum, före inflationsfasen och precis efter där de klassiska modellerna förutsäger Big Bang-singularitet. Ett auktoritativt svar skulle kräva en fullständig teori om kvantgravitation, som ännu inte har utvecklats (se avsnittet Kvantgravitation nedan).

### Tidsresor
Kurt Gödel visade att det finns lösningar till Einsteins fältekvationer som innehåller slutna tidsliknande kurvor (Closed Timelike Circuits, CTC), vilka möjliggör tidsloopar. Lösningarna kräver extrema fysikaliska förutsättningar och det är osannolikt att de någonsin kommer att förekomma i praktiken. Det är fortfarande en öppen fråga huruvida andra fysiklagar kommer att eliminera dem helt. Sedan dess har andra – på liknande sätt opraktiska – lösningar som innehåller CTC hittats, till exempel Tiplercylindern och maskhål som skulle kunna användas som genvägar genom universum.

## Avancerade begrepp

### Kausal struktur och global geometri

Penrose–Carter-diagram över ett oändligt Minkowskiuniversum.

I den allmänna relativitetsteorin kan ingen materiell kropp hinna ifatt en ljuspuls. Ingen påverkan från en händelse A kan nå någon annan plats X innan ljuset har hunnit färdas från A till X. Följaktligen ger en kartläggning av alla ljusvärldslinjer (nollgeodeter) viktig information om rumtidens kausala struktur. Denna struktur kan visas med hjälp av Penrose–Carter-diagram i vilka oändligt stora regioner av rummet och oändliga tidsintervall är förminskade (”kompaktifierade”) för att passa på en ändlig karta, medan ljuset fortfarande färdas längs diagonaler i standardrumtidsdiagram.
Medveten om vikten av kausal struktur, utvecklade Roger Penrose och andra vad som är känt som global geometri. Inom global geometri är studieobjektet inte en enskild lösning (eller lösningsfamilj) till Einsteins ekvationer. Relationer som gäller för alla geodesier, såsom Raychaudhuriekvationen, och andra icke-specifika antaganden om materians natur (vanligtvis i form av energitillstånd) används snarare för att härleda allmänna resultat.

### Horisont
Med hjälp av global geometri kan det visas att vissa rumtider innehåller händelsehorisonter som avgränsar en region från resten av rumtiden. De mest kända exemplen är svarta hål: om massa komprimeras till en tillräckligt kompakt region i rymden (såsom det är specificerat i ringkriteriet, är den relevanta längdskalan Schwarzschildradien), kan ljus från insidan inte fly till utsidan. Eftersom inget objekt kan hinna ifatt en ljuspuls är all inre materia också infångad. Passage från utsidan till insidan är fortfarande möjlig, vilket visar att gränsen – det svarta hålets horisont – inte är en fysisk barriär.

Ergosfären av ett roterande svart hål, som spelar en nyckelroll vad gäller energiextraktion från ett sådant svart hål.

Vid tidiga studier av svarta hål förlitade man sig på explicita lösningar av Einsteins fältekvationer, i synnerhet den sfäriskt symmetriska Schwarzschildlösningen (som användes för att beskriva ett statiskt svart hål) och den axialsymmetriska Kerrmetriken (som användes för att beskriva ett roterande, stationärt svart hål, och introducerade intressanta särdrag såsom ergosfären). Med hjälp av global geometri, har senare studier visat mer allmänna egenskaper hos svarta hål. I det långa loppet, är de snarare ganska enkla objekt karaktäriserade av elva parametrar som specificerar energi, rörelsemängd, rörelsemängdsmoment, plats vid en specifik tidpunkt och elektrisk laddning. Detta framgår av svarta hålens entydighetssats: ”svarta hål har inget hår”, det vill säga inga kännetecken som frisyrer hos människor. Oberoende av komplexiteten hos det objekt som kollapsar för att bilda ett svart hål, är det resulterande objektet (med emitterade gravitationsvågor) mycket enkelt.
Ännu mer anmärkningsvärt är att det finns en allmän uppsättning lagar, kända som svarta håls termodynamik, vilka är analoga med termodynamikens huvudsatser. Exempelvis, enligt andra lagen för svarta håls termodynamik, minskar arean av ett svart håls händelsehorisont aldrig med tiden, analogt med entropin hos ett termodynamiskt system. Detta begränsar den energi som kan extraheras genom klassiska medelvärden från ett roterande svart hål (exempelvis genom Penroseprocessen). Det finns starka indikationer på att lagarna för svarta håls termodynamik i själva verket är en delmängd av termodynamikens huvudsatser och att det svarta hålets area är proportionell mot dess entropi. Detta leder till en modifikation av lagarna för svarta hål: exempelvis, då andra lagen för svarta hål blir en del av termodynamikens andra huvudsats, är en minskning av ett svart håls area möjlig – så länge som andra processer ser till att den totala entropin ökar. Som termodynamiska objekt med nollskild temperatur bör svarta hål avge värmestrålning. Semiklassiska beräkningar indikerar att de faktiskt gör det och att  ytgravitationen spelar temperaturens roll i Plancks strålningslag. Denna strålning är känd som Hawkingstrålning (se avsnittet Kvantfältteori i krökt rumtid nedan).
Det finns andra typer av horisonter. I ett expanderande universum, bör en observatör upptäcka att vissa regioner i det förflutna kan observeras (”partikelhorisont”), och att vissa regioner i framtiden inte kan påverkas (händelsehorisont). Även i ett platt Minkowskirum, när det beskrivs av en accelererande observatör (Rindlerrum), kommer det att finnas horisonter associerade med en semiklassisk strålning känd som Unruhstrålning.

### Singulariteter
Ett annat allmänt drag i den allmänna relativitetsteorin är uppkomsten av rumtidsgränser kända som singulariteter. Rumtiden kan utforskas genom att följa tidsliknande och ljusliknande geodeter – alla möjliga sätt som ljus och partiklar i fritt fall kan färdas på. Några lösningar av Einsteins ekvationer har dock ”ojämna kanter” – regioner kända som gravitationella singulariteter eller rumtidssingulariteter, där ljusets och fallande partiklars vägar går mot ett abrupt slut och geometrin blir odefinierad. I de mer intressanta fallen är detta ”krökningssingulariteter” där geometriska storheter som kännetecknar rumtidskrökningen, som Ricciskalären, blir oändliga. Välkända exempel på rumtider med framtida singulariteter – där världslinjer slutar – är Schwarzschildlösningen, vilken beskriver en singularitet inuti ett evigt statiskt svart hål, och Kerrmetriken med sin ringformade singularitet inuti ett evigt roterande svart hål. Friedmann–Lemaître–Robertson–Walkers lösningar och andra rumtider beskriver universum med tidigare singulariteter i vilka världslinjer börjar, nämligen Big Bang-singulariteter, och en del har likaså framtida singulariteter (Big Crunch).
Givet att dessa exempel alla är mycket symmetriska – och därmed förenklade – är det frestande att dra slutsatsen att förekomsten av singulariteter är en artefakt av idealisering. Penrose–Hawkings singularitetssatser, bevisade med hjälp av den globala geometrins metoder, säger emellertid att singulariteter är ett generiskt inslag i den allmänna relativitetsteorin och oundvikliga när kollapsen av ett objekt med realistiska egenskaper har fortgått bortom ett visst stadium och även i början av en vid klass av expanderande universum. Satserna säger dock lite om singulariteternas egenskaper, och en stor del av aktuell forskning ägnas åt att karakterisera dessa objekts generiska struktur (en hypotetisk modell är Belinsky–Khalatnikov–Lifshitz-singularitet). Den kosmiska censurförmodan säger att alla realistiska framtida singulariteter (inga perfekta symmetrier, utan materia med realistiska egenskaper) är gömda i säkerhet bakom en horisont, och därmed osynliga för alla avlägsna observatörer. Även om inga formella bevis ännu finns, stöder numeriska simuleringar dess giltighet.

### Evolutionsekvationer
Varje lösning till Einsteins ekvation omfattar ett universums hela historia – det är inte enbart någon ögonblicksbild av hur det är, utan en hel, sannolikt materiefylld, rumtid. Den beskriver tillståndet av materia och geometri överallt och i varje moment i universumet ifråga. På grund av sin generella kovarians räcker inte Einsteins teori i sig för att bestämma tidsutvecklingen av den metriska tensorn. Den måste kombineras med ett koordinatvillkor, vilket är analogt med gaugefixering i andra fältteorier.
För att förstå Einsteins ekvationer som partiella differentialekvationer, är det fördelaktigt att formulera dem på ett sätt som beskriver universums utveckling över tiden. Det görs i ”3 + 1”-formuleringar, där rumtiden är uppdelad i tre rumsdimensioner och en tidsdimension. Det mest kända exemplet är ADM-formalismen. Dessa uppdelningar visar att evolutionsekvationerna för rumtiden i den allmänna relativitetsteorin beter sig väl: lösningar existerar alltid och är unikt definierade när lämpliga begynnelsevillkor har specificerats. Sådana formuleringar av Einsteins fältekvationer utgör grunden för numerisk relativitetsteori.

### Globala och kvasilokala storheter
Begreppet evolutionsekvation är intimt förbundet med en annan aspekt av allmän relativistisk fysik. I Einsteins teori visar det sig vara omöjligt att hitta en allmän definition av en till synes enkel egenskap som ett systems totala massa (eller energi). Huvudorsaken är att gravitationsfältet – liksom alla andra fysikaliska fält – måste tillskrivas en viss energi, men det visar sig vara fundamentalt omöjligt att lokalisera den energin.
Det finns dock möjligheter att definiera ett systems totala massa, antingen med hjälp av en hypotetisk ”oändligt avlägsen observatör” (ADM-massa) eller lämpliga symmetrier (Komarmassa). Om man undantar från systemets totala massa den energi som överförs till oändligheten genom gravitationsvågor, blir resultatet Bondimassan vid nolloändlighet. Precis som i klassisk fysik kan det visas att dessa massor är positiva. Motsvarande globala definitioner finns för rörelsemängd och rörelsemängdsmoment. Det har också förekommit en mängd försök att definiera kvasilokala kvantiteter, såsom massan av ett enskilt system uttryckt enbart med hjälp av storheter som definieras inom en ändlig region i rymden som innehåller detta system. Förhoppningen är att få en kvantitet användbar för allmänna uttalanden om isolerade system, såsom en mer exakt formulering av ringkriteriet.

## Förhållande till kvantteori
Den allmänna relativitetsteorin betraktas som en av de två pelarna i den moderna fysiken, den andra är kvantteorin, grunden för förståelsen av materia från elementarpartiklar till fasta tillståndets fysik. Hur kvantteorin kan förenas med den allmänna relativitetsteorin är dock fortfarande en öppen fråga.

### Kvantfältteori i krökt rumtid
De kvantfältteorier som utgör grunden för modern elementarpartikelfysik, definieras inom den speciella relativitetsteorin. Det är en utmärkt approximation när det gäller att beskriva beteendet hos mikroskopiska partiklar i de svaga gravitationsfält som förekommer på jorden. För att beskriva situationer i vilka gravitationen är tillräckligt stark för att påverka (kvant)materia, men inte tillräckligt stark för själv behöva kvantiseras, har fysiker formulerat kvantfältteorier i krökt rumtid. Dessa teorier använder den allmänna relativitetsteorin för att definiera en krökt rumtid och använder sedan en generaliserad kvantfältteori för att beskriva beteendet hos kvantmateria inom den rumtiden. Med användning av denna formalism, kan det visas att svarta hål avger ett svartkroppsspektrum av partiklar känd som Hawkingstrålning, vilket leder till möjligheten att de avdunstar med tiden. Som kortfattat nämnts ovan spelar denna strålning en viktig roll för svarta håls termodynamik.

### Kvantgravitation
Behovet av konsistens mellan en kvantbeskrivning av materia och en geometrisk beskrivning av rumtiden, såväl som förekomsten av singulariteter (där krökningsradierna blir mikroskopiska), visar på behovet av en fullständig teori om kvantgravitation. För en adekvat beskrivning av svarta håls inre och det mycket tidiga universum behövs en teori i vilken gravitationen och den associerade rumtidsgeometrin beskrivs i termer av kvantmekanik. Trots stora insatser finns det ännu ingen fullständig och konsistent teori om kvantgravitation, även om ett antal kandidater finns.

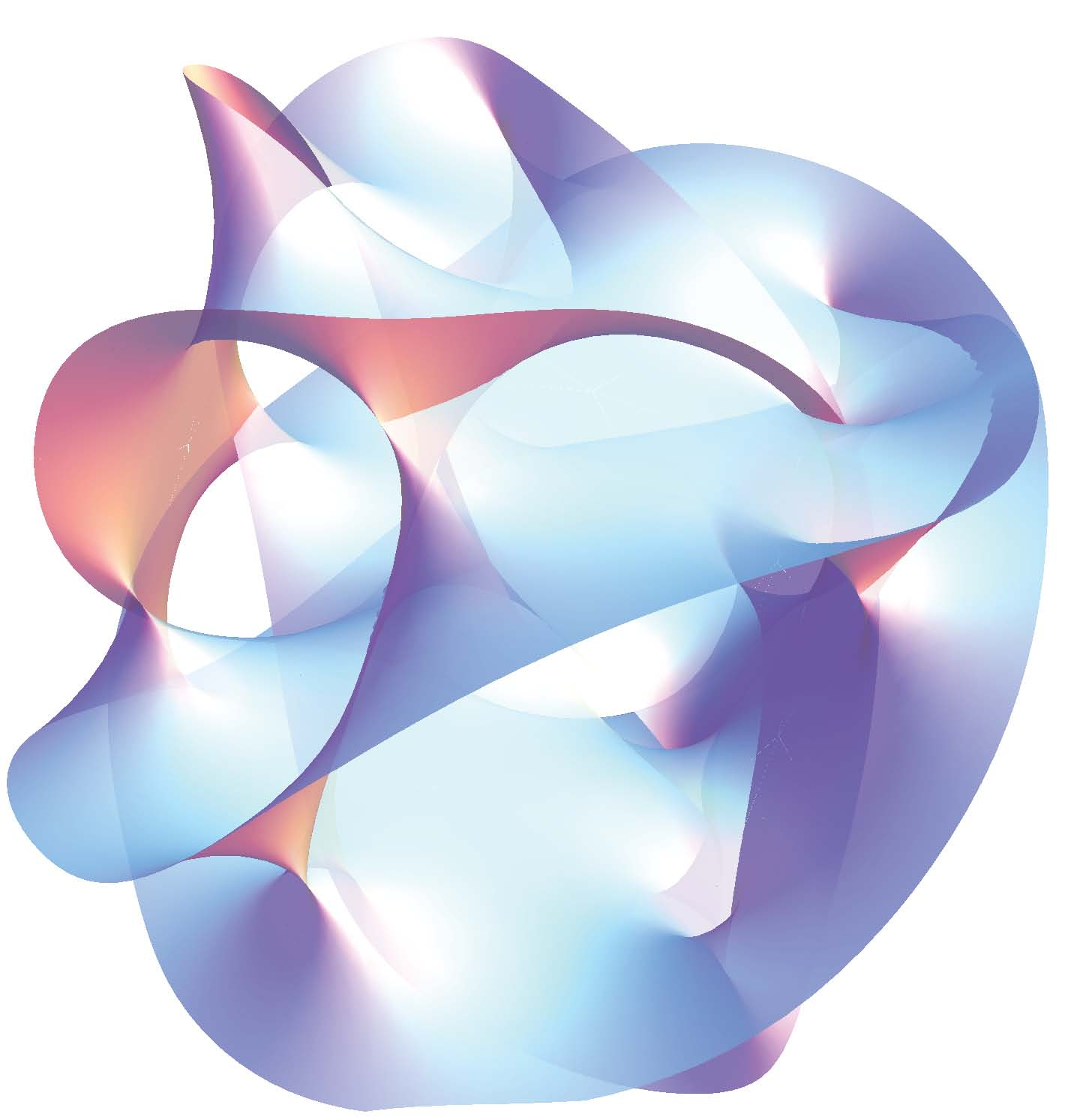
Projektion av en Calabi–Yau-mångfald, ett av sätten att kompaktifiera de extra dimensionerna postulerade av strängteori.

Försök att generalisera vanliga kvantfältteorier, som används i elementarpartikelfysik för att beskriva fundamentala växelverkan, så att de omfattar gravitation har lett till allvarliga problem. Vissa har hävdat att detta tillvägagångssätt kan vara framgångsrikt vid låga energier, eftersom det resulterar i en acceptabel effektiv (kvant)fältteori om gravitation. Vid mycket höga energier är dock resultaten modeller som saknar all prognosförmåga (”icke-renormerbara”).

Enkelt spinn-nätverk av typen som används i loopkvantgravitation.

Ett försök att övervinna dessa begränsningar är strängteori, en kvantteori som inte baseras på punktpartiklar, utan minimala endimensionella utvidgade objekt. Teorin ser ut att bli en enhetlig beskrivning av alla partiklar och växelverkan, inklusive gravitation; priset att betala är ovanliga egenskaper som sex extra rumsdimensioner utöver de vanliga tre. I vad som kallas för den andra supersträngrevolutionen, förmodades både strängteori och en förening av den allmänna relativitetsteorin och supersymmetri, känt som supergravitation, vilket lade grunden för en hypotetisk elvadimensionell modell känd som M-teori, vilket skulle utgöra en unikt definierad och konsistent teori om kvantgravitation.
Ett annat tillvägagångssätt börjar med de kanoniska kvantiseringsprocedurerna för kvantteori. Med hjälp av initialvärdeformuleringen av den allmänna relativitetsteorin (se Evolutionsekvationer ovan), är resultatet Wheeler–DeWitts ekvation (en analogi till Schrödingerekvationen) som dessvärre är dåligt definierad. Med införandet av det som nu är känt som Ashtekarvariabler, leder dock detta till en lovande modell känd som loopkvantgravitation. Rummet representeras av en nätliknande struktur känd som spinn-nätverk, vilket utvecklas över tiden i diskreta steg.
Beroende på vilka funktioner i den allmänna relativitetsteorin och kvantteorin som accepteras som oförändrade, och på vilken nivå förändringar introduceras, finns det många andra försök att komma fram till en bärkraftig teori om kvantgravitation – några exempel är gittergravitationsteorin baserad på Feynmans vägintegralformulering och reggekalkyl, dynamisk triangulering, kausala mängder, twistormodeller eller vägintegralbaserade modeller av kvantkosmologi.
Alla kandidatteorier har fortfarande stora formella och begreppsmässiga problem. De möter också det vanliga problemet att det, än så länge, inte finns något sätt att genomföra experimentella tester för förutsägelser om kvantgravitation (och därmed välja mellan kandidaterna där deras förutsägelser varierar), även om det finns hopp för att detta skall förändras i takt med att framtida data från kosmologiska observationer och partikelfysikexperiment blir tillgängliga.

## Aktuell status

Observation av gravitationsvågor från en fusion av binära svarta hål (GW150914).

Allmänna relativitetsteorin har blivit en mycket framgångsrik modell för gravitation och kosmologi, som hittills har klarat många observationella och experimentella tester. Det finns dock starka indikationer på att teorin är ofullständig. Problemet med kvantgravitationen och frågan om rumtidssingulariteters realitet förblir öppna, se avsnittet Kvantgravitation ovan. Observationer som tas som bevis för mörk energi och mörk materia kan indikera behovet av en ny fysik, se avsnittet Kosmologi ovan. Även om den tas som den är, är allmänna relativitetsteorin rik på möjligheter för ytterligare utforskning. Matematiker försöker förstå singulariteters natur och de grundläggande egenskaperna hos Einsteins ekvationer, och alltmer kraftfulla datorsimuleringar körs (exempelvis för ekvationerna som beskriver sammanslagning av svarta hål). I februari 2016 meddelades det att gravitationsvågor hade detekterats av Advanced LIGO-teamet den 14 september 2015. Ett sekel efter offentliggörandet, är den allmänna relativitetsteorin fortfarande ett mycket aktivt forskningsområde.